# Protea recondita
Protea recondita (лат.) — кустарник, вид рода Протея (Protea) семейства Протейные (Proteaceae), эндемик Западно-Капской провинции в Южной Африке.

## Таксономия
Немецкий садовод, ботанический коллекционер и исследователь Иоганн Франц Дреге собрал первый научный образец вида Protea recondita в декабре 1830 года в месте под названием «Ezelsbank» (возможно, на ферме) в районе города Клануильям, на высоте 1200-1500 м на скалистом восточном склоне утёса в хребте Седерберг, через который он путешествовал во время одной из своих экспедиций по Южной Африке. Protea recondita, по-видимому, впервые был назван и идентифицирован как новый вид Генрихом Вильгельмом Буеком, но это название было недопустимым nomen nudum, потому что оно не было опубликовано с формальным описанием вида, а существовало только как название на этикетках гербарных образцов. Сам Дреге, возможно, был первым, кто действительно опубликовал это название в своей работе 1843 года Zwei pflanzengeographische Documente, в которой подробно описывалось, где и когда он собирал те или иные растения во время своих ботанических путешествий, но именно Карл Мейсснер в 1856 году окончательно подтвердил это имя с помощью описания в Prodromus, серии книг по ботанической систематике, начатой Огюстеном Пирамом Декандолем.
Дреге сделал несколько различных гербарных листов с образцами эксиккаты из своей коллекции Ezelsbank, которые он продавал по всей Европе. В Великобритании, например, лист попал в гербарий Джорджа Бентама и гербарий Джозефа Долтона Гукера в Кью.

## Ботаническое описание

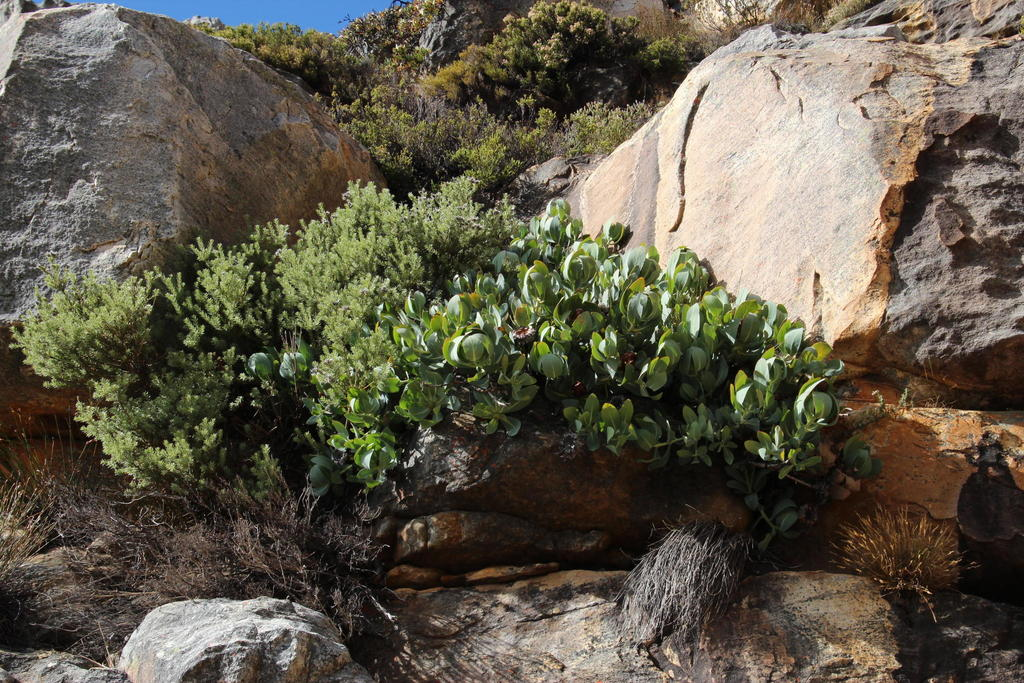
Protea recondita в природе

Protea recondita — раскидистый кустарник до 3 м в поперечнике и 1 м в высоту. Ветви сизые и гладкие.
Листья крупные, толстые, сизые и гладкие длиной 7,6-11,4 см и шириной 2,5-5,1 см в самых широких частях, хотя их ширина составляет всего 4,2 мм у основания в месте соединения с черешком. Форма листьев обратнояйцевидно-клиновидная, концы листьев закруглённые. Листья с отчётливыми прожилками.
Цветки собраны вместе в соцветие, состоящую из нескольких сотен цветков. В отличие от большинства протей, опыляемых грызунами, у P. recondita соцветие, или, точнее говоря, псевдантия (также называемая «цветочной головкой»), является верхушечной, распускающейся на верхушке стеблей. Цветочная головка сидячая без цветоносного побега, появляется непосредственно из ветви. Цветочная головка округлой формы, длиной 3,8-6,4 см и диаметром около 5,1 см. Гладкие обволакивающие прицветники расположены в семь-восемь рядов. Наружные прицветники имеют яйцевидную форму, несколько заострённую форму, с почти круглой вершиной. Внутренние прицветники имеют продолговатую форму и слегка выпуклые, их длина равна длине настоящих цветков. Это однодомное растение, оба пола встречаются в каждом цветке. Лепестки и чашелистики цветков срослись в трубчатую оболочку околоцветника длиной 25,5 мм, гладкую, за исключением нескольких красноватых волосков около губы.
Цветки появляются на концах прямостоячих ветвей зимой, в основном с мая по июль, иногда до сентября. Когда соцветие начинает распускаться, окружающие листья на стебле под ним вырастают, огибая головку цветка, обволакивая её, как у капусты, чтобы полностью скрыть её из поля зрения. Цветки, а точнее цветочный нектар, источает необычный приятный дрожжевой запах с наложенным сладковатым запахом.
Хотя соцветие состоит из многих сотен цветков, у большинства протей обычно образуются семена у около 10 % цветков, или обычно менее двух дюжин семян. У Protea recondita, однако, было обнаружено, что завязи образовывались у 29 % или 18 % в двух популяциях.

Protea recondita
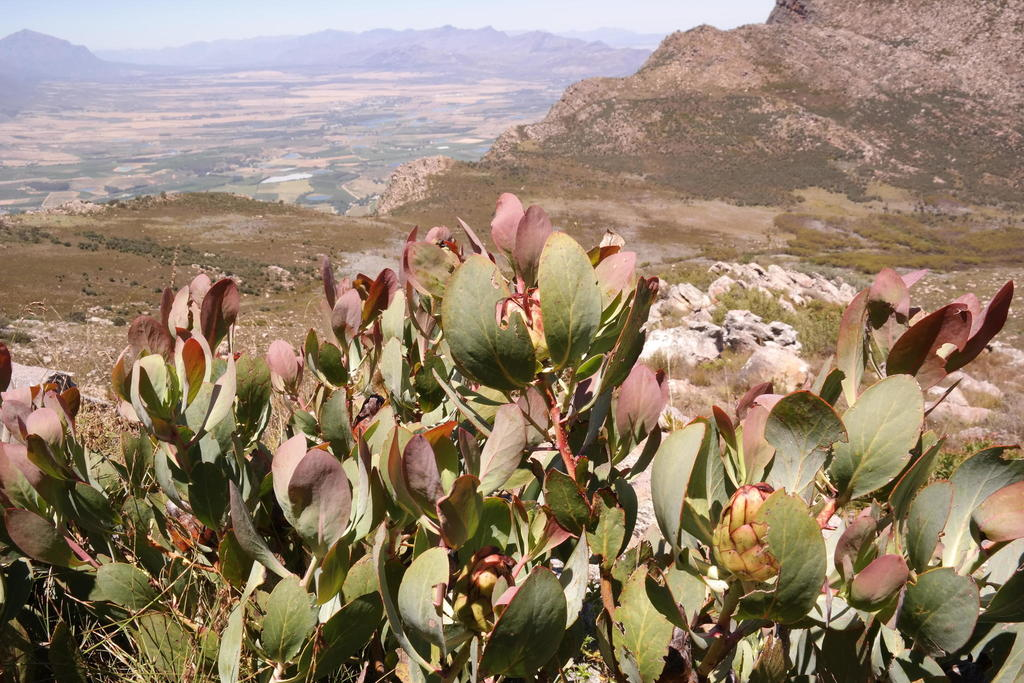
В природе
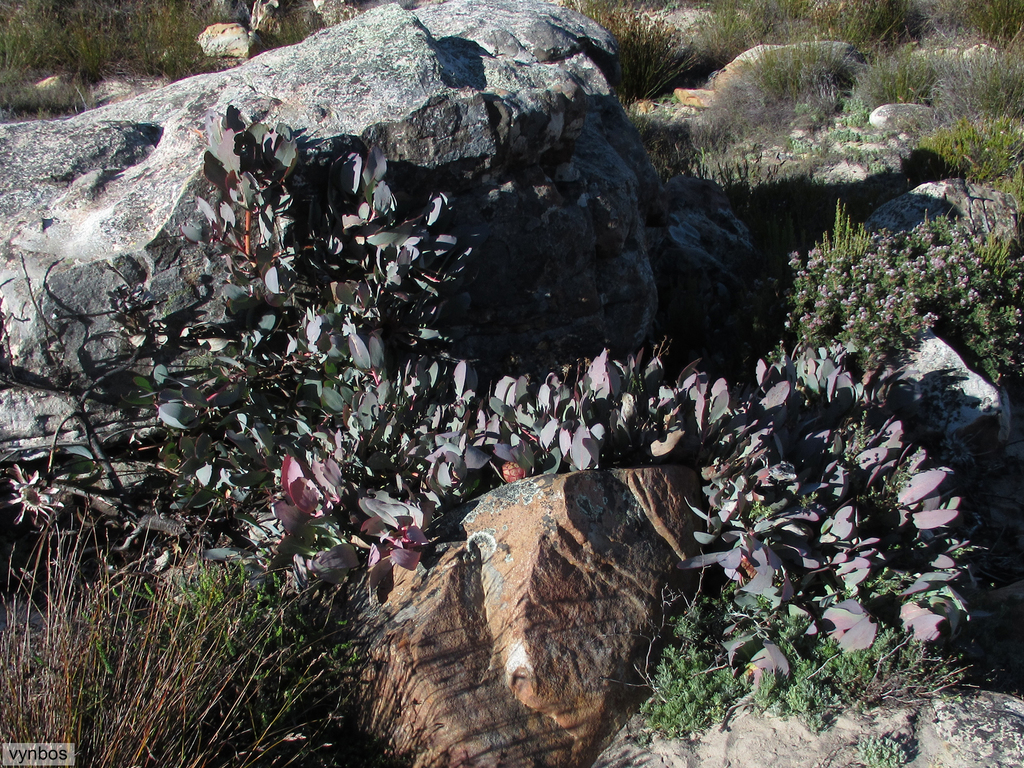
Общий вид
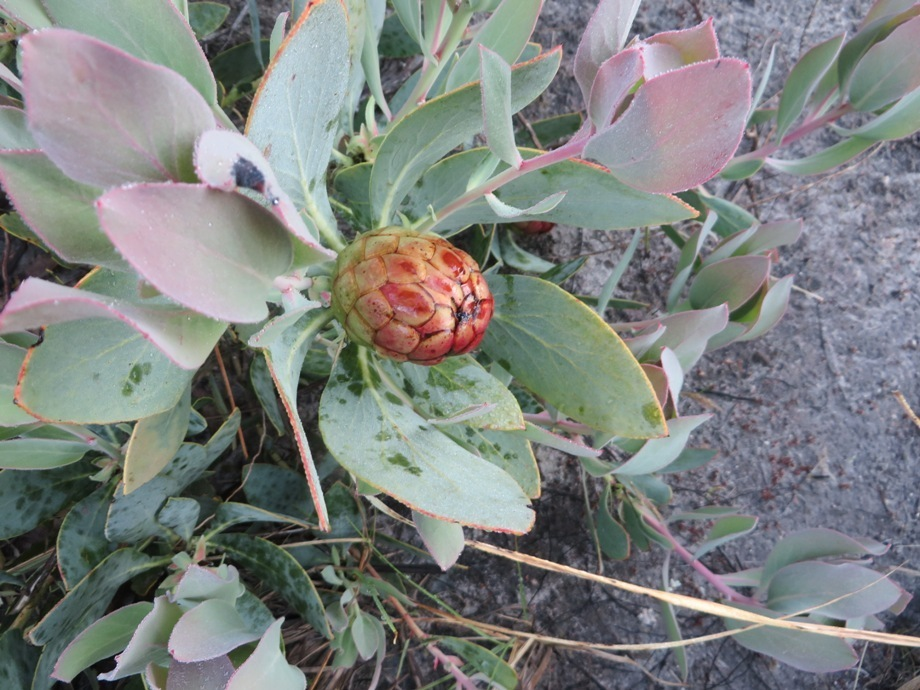
Листья и бутон
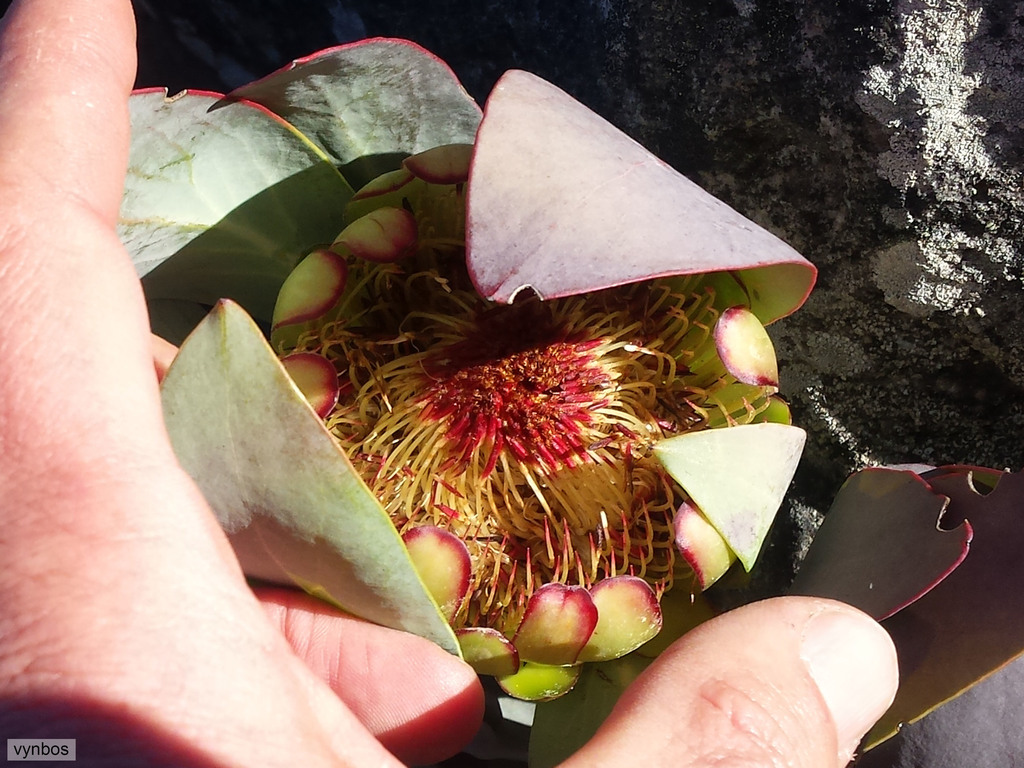
Соцветие
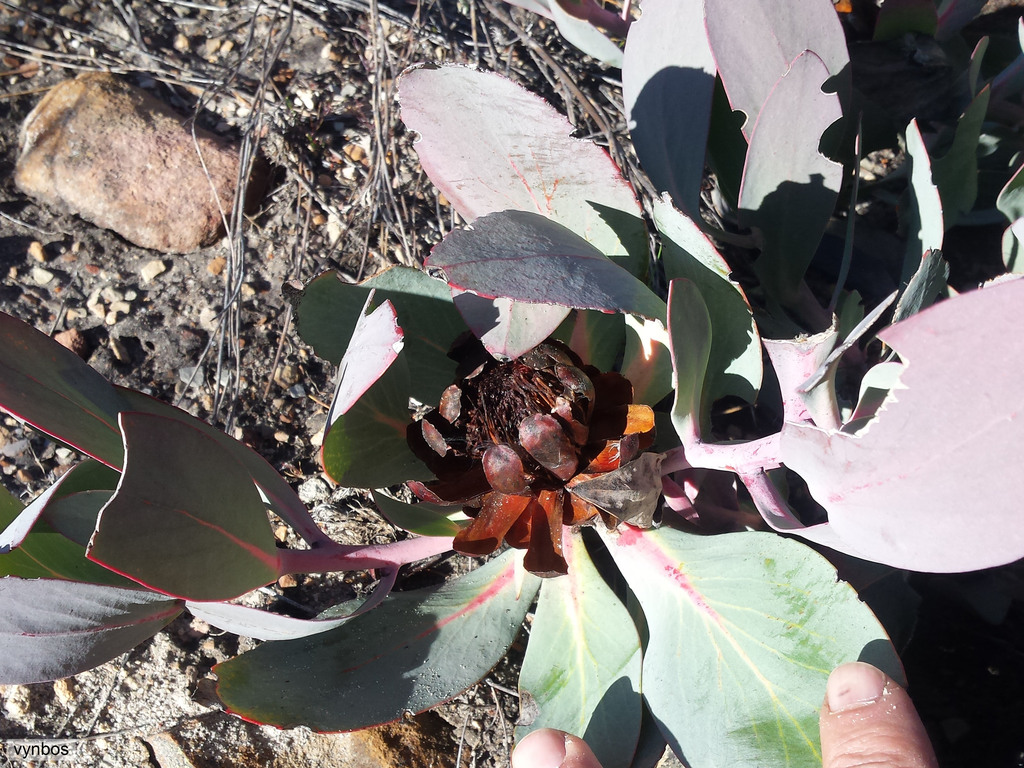
Созревшее соцветие

### Похожие виды
Согласно Мейсснеру в 1856 году, Protea recondita больше всего похож на Protea grandiceps, особенно в форме листа, хотя и с меньшей цветочной головкой. P. foliosa, которая встречается дальше на восток, также имеет верховые цветочные головки, которые в некоторой степени обёрнуты окружающими и прилегающими листьями и прицветниками, но у этого вида головки низко опущены к земле.

## Распространение и местообитание
Protea recondita — эндемик Западно-Капской провинции Южной Африки. Ареал вида простирается от Пикетберха и Седерберга на севере, на юг до Грот-Винтерхоек, и, по-видимому, ещё дальше на юг в горы Куе-Боккевельд. Известно, что этот вид встречается более чем в десяти местах. Хотя он встречается на территории общей площадью 4 008 км², но ареал, на которой он фактически растёт составляет 272 км² в пределах этой территории. Пикетберх — это инзельберг; на его вершине находится единственная крошечная популяция, которая по состоянию на 2004 год состоит только из двух отдельных растений.

## Охранный статус
Международный союз охраны природы классифицирует природоохранный статус вида как «близкий к уязвимому положению».